# Quismondo
Quismondo es un municipio y localidad española de la provincia de Toledo, en la comunidad autónoma de Castilla-La Mancha. El término municipal tiene una población de 1798 habitantes (INE 2024).

## Toponimia
Quismondo toma el nombre de su repoblador: de acuerdo con Jairo Javier García Sánchez «Quismondo es un antropónimo de evidente origen germánico…(que)…respondería…a un étimo *Witimundus, de igual manera que otros topónimos o antropónimos del ámbito gallego-portugués como Guizamonde, Guisamonde, Quizamondo, Queiximonde, etc». Topónimos similares son Rezmondo en la provincia de Burgos, Remondo en la de Segovia…, o Casar de Remondo en la provincia de Toledo, todos ellos antropónimos que tienen su origen en el noroeste peninsular desde donde se expandieron acompañando al proceso repoblador cristiano asociado a la Reconquista.
Obsoleto queda el significado que a este topónimo le asignó Jiménez de Gregorio, para este estudioso de la provincia de Toledo el topónimo estaría formado por dos vocablos: quir de origen ligur y mondo de origen visigodo, el primero significaría peña y el segundo haría referencia al propietario de ese territorio o labranza. Según esta tesis la fusión de ambos vocablos daría el nombre de Quirmondo del que derivaría el actual nombre de Quismondo y que vendría a significar peña protegida. La poca consistencia de esta interpretación se encuentra, por una parte, en la inexistencia de peña alguna en el término municipal de Quismondo, pero sobre todo en la ausencia de base documental y arqueológica que relacione a los ligures con este ámbito geográfico.

## Geografía

### Ubicación
Geográficamente se ubica en el centro del sector noroccidental de la provincia, en la comarca de Torrijos, a una altitud de 548 metros sobre el nivel del mar. Se encuentra en el punto kilométrico 67 de la A-5.
| Noroeste: Escalona | Norte: Escalona | Noreste: Santa Cruz del Retamar |
| Oeste: Maqueda     |                 | Este: Santa Cruz del Retamar    |
| Suroeste Maqueda   | Sur: Maqueda    | Sureste: Maqueda                |

### Orografía
Quismondo presenta un paisaje de formas suaves y onduladas combinado con zonas completamente llanas. Su término municipal se asienta sobre un suelo cuyas características litológicas favorecen la agricultura, ya que predominan los materiales blandos o no consolidados, (del tipo de arcillas y margas), que dan lugar a suelos relativamente profundos.
El límite norte de Quismondo lo constituye una antigua vía de comunicación, anterior a la constitución del municipio como tal, el llamado Cordel del Talavera o Cordel del Hormigos, que establece el límite entre dos paisajes diferenciados: el abrupto de los Montes de Alamín del norte frene al llano y ondulado del sur.

### Hidrografía
Hidrológicamente, el aporte de agua superficial en Quismondo es escaso y procede de dos cursos, uno al norte, formado por los arroyos de Prada y de la Patiña, y otro al sur, el arroyo de Aljama, ambos cauces, afluentes del Arroyo Grande, han dispuesto de caudales permanentes hasta fechas recientes, salvo épocas de estiaje excepcionalmente secas. Otros arroyos con caudales más intermitentes son, al norte, Arroyo de Zapateros y al sur los arroyos de Alzapiernas y de la Canaleja. Por último, un importante aporte de agua se ha obtenido en Quismondo tradicionalmente por perforaciones (pozos), que dan acceso a los acuíferos subterráneos.

### Entorno natural
La vegetación clímax de Quismondo y de su entorno fue el encinar, bosque que en un pasado prerromano llegó a mantener a sociedades no completamente agrícolas y en las que la bellota era uno de los componentes principales de su base alimenticia. Un paulatino proceso de quema, tala y roturación fue sustituyendo el encinar por campos de cultivo, en su mayor parte, aunque hoy queden todavía un número escasos de estos ejemplares. Por otra parte, en las escasas zonas de riberas se desarrollan especies como el olmo común, árbol muy resistente, que forma alamedas mixtas con los álamos, acompañadas de sauces, cañaverales y juncales. El olmo es una especie actualmente en regresión, consecuencia de reducción de su hábitat natural, y la afectación de plagas y enfermedades a las que se encuentra sometido. Por último, un tercer elemento característico de vegetación autóctona lo constituye un matorral compuesto por jaras, brezos, romero, escobas, etc.

### Climatología
El clima de Quismondo, como municipio ubicado en la Meseta meridional, se caracteriza por veranos cálidos y largos e inviernos rigurosos. Por lo que respecta a las temperaturas medias mensuales, las máximas, registradas normalmente en julio, no sobrepasan los 35° y las mínimas, que se encuentran próximas a los 0 °C, se registran en diciembre o enero. No obstante, no es infrecuente que se alcancen máximas absolutas por encima de los 40° y mínimas absolutas de -7 °C. En cuanto a precipitaciones, la media de lluvia supera los 400 mm, con un máximo en febrero y un mínimo en los meses de julio y agosto. Concretamente la estación más lluviosa es el invierno seguida de la primavera, aunque con poca diferencia sobre el otoño. El verano, sin embargo, es muy seco aunque con esporádicas tormentas. El régimen de lluvia es regular y no son habituales grandes aguaceros. Estas características hacen que el clima de Quismondo se pueda catalogar como continental-semiárido.
Las condiciones climáticas de la Meseta meridional, propiciadas por su altitud y latitud, favorecen un sistema agrario basado en el cultivo tradicional del cereal con presencia de viñedo y olivo. Por otra parte, las características litológicas y topográficas del territorio van a permitir que el suelo destinado al cultivo agrícola, se encuentre en torno al 90% de su superficie. Estos suelos tienen unas características físicas, de textura y estructura que les permiten retener agua todavía a comienzo de los periodos de sequía, aunque son poco fértiles, y deficitarios en materia orgánica, nitrógeno, fósforo. Estas carencias de los suelos se ven agravadas con la poca y mala distribución de la pluviometría.
En resumen, las aptitudes climatológicas y de suelos de Quismondo y su entorno, aunque potencialmente podrían acoger un gran número de cultivos, distan de ser idóneas para la agricultura. Por eso, en 1986, el Consejo de las Comunidades Europeas catalogó la comarca de Torrijos como zona desfavorecida, considerando, entre otras circunstancias, la escasa fertilidad de la tierra. Si bien se trata de una catalogación general, la zona no es uniforme y existen espacios realmente fértiles, sobre todo, en las proximidades de algunos ríos y arroyos, que han permitido, en épocas anteriores, fases de expansión demográfica por la zona o, en los momentos adversos, han cumplido una función de refugio poblacional.

## Historia

### En torno al origen de Quismondo
La información relativa al origen de Quismondo se encuentra en su toponimia y en sus modestos restos arqueológicos y en ambos casos las fuentes remiten al medievo andalusí, la inexistencia de vestigios de cronología anterior a este periodo se debe a la ausencia de poblamiento estable en su territorio, consecuencia de la enorme limitación que suponía para una sociedad agrícola antigua las pocas e irregulares aguas superficiales que discurrían (y discurren) por su suelo. 
Para establecer la cronología del primer poblamiento de Quismondo, tan relevante como las características tecnológicas y tipológicas de los fragmentos cerámicos más antiguos, muchos de ellos vidriados es la distribución espacial de los restos arqueológicos, ya que éstos presentan una disposición lineal (ver mapa: vestigios arqueológicos; en este mismo epígrafe) en torno a un camino que, si bien en la actualidad no existe el tramo que cruza Quismondo, sí se mantiene su prolongación en ambos sentidos: hacia el norte se adentra 10 kilómetros en los montes de Alamín y llega hasta las ruinas del castillo homónimo, ubicadas en un promontorio en la orilla sur del río Alberche y hacia el sur transita 35 kilómetros por la comarca de Torrijos y llega hasta la ciudad de Toledo. En definitiva los restos arqueológicos más antiguos de Quismondo son vestigios de asentamientos distribuidos a lo largo del camino que enlazaba Toledo, capital de la Marca Media andalusí (y posteriormente capital de la Taifa), con la medina y fortaleza de Alamín. 

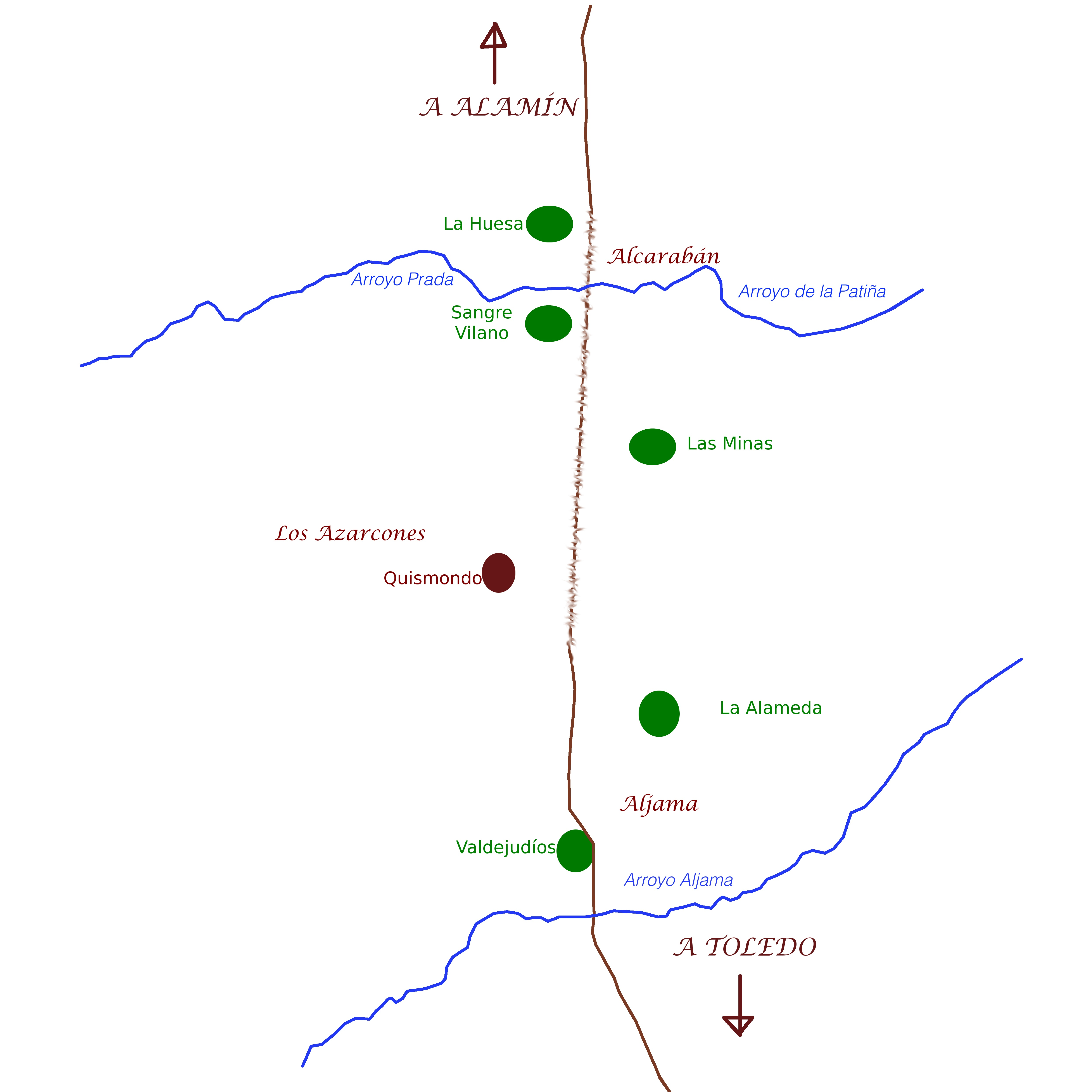
Quismondo: Mapa vestigios arqueológicos

Alamín fue un baluarte defensivo del Estado andalusí, cuya fortaleza se erigía frente a las sierras que forman el Sistema Central, que con sus 400 kilómetros de longitud y 1500 metros de altitud constituían una formidable muralla natural que protegía el sector central del límite septentrional de al-Ándalus. A partir de mediados del siglo IX el Emirato había iniciado un programa de fortificaciones, que continuó en el decenio siguiente, para intentar poner fin a la inestabilidad que se registra en este sector a causa, por una parte, del estado de rebeldía de la ciudad de Toledo y por otra de las incursiones militares que se producen en su territorio por parte de los reinos cristianos del norte. Dentro de este programa se erige la medina y fortaleza de Alamín a finales del siglo IX o principios del X y que será mencionada por primera vez por las fuentes árabes el año 930.
Con la pacificación definitiva de la belicosidad toledana a partir del 932, se reforzará la relación y comunicación entre Toledo y Alamín y se intensificará el tránsito por el camino que une ambos núcleos debido a la escalada militar que se vivía en esta zona de frontera por la creciente amenaza que estaba suponiendo la paulatina expansión de los reinos cristianos del norte. Alamín alcanzará su máximo esplendor durante la Taifa de Toledo, periodo en el que la fortaleza ejercerá la función de ribat o rábida, a donde acudirán voluntarios dispuestos a defender el islam y a practicar la guerra santa.
Con independencia de los factores militares, la función de Alamín irradiará un efecto dinamizador en la economía y demografía de su entorno geográfico, favorecido por las innovaciones que se incorporan a las labores agrícolas a partir del siglo X, muy especialmente la generalización de un artilugio hidráulico que permite explotar los acuíferos subterráneos: la aceña o noria de sangre, que, accionada por tracción animal, extrae las aguas subterráneas para el consumo y el regadío. 
La introducción de estos ingenios incrementará notablemente los recursos hídricos del territorio que hoy constituye Quismondo, dando a su suelo una capacidad productiva desconocida hasta entonces, propiciando, en el transcurso del siglo X, la aparición de pequeñas comunidades familiares o alquerías. Estos primeros residentes, procedentes de los asentamientos localizados a uno pocos kilómetros al sur, en el Arroyo Grande, se irán expandiendo hacia el norte siguiendo el camino Toledo-Alamín.

#### El impacto de la Reconquista
La relativa estabilidad social y económica de estas primeras alquerías quismondanas se prolongará durante un siglo y cesará súbitamente al recibir el impacto de la guerra. En el año 1085 el rey castellano-leonés Alfonso VI conquista Toledo, probablemente años antes ya había conquistado Maqueda y Alamín, y este territorio pasará definitivamente a la órbita cristiana. Esta nueva situación, dado el antagonismo cultural y religioso que existe entre ambas sociedades, obligará a la mayoría de los residentes en este territorio, de religión islámica, a abandonar sus casas, sus tierras y sus posesiones definitivamente y dirigirse hacia el sur, acompañando el repliegue de la España musulmana. Los años venideros fueron de alta inestabilidad en la zona, las razias almorávides castigaron casi anualmente el territorio comprendido entre el Sistema Central y el río Tajo, que, por una parte, dificultaba enormemente el proceso repoblador que intentaba consolidar la monarquía cristiana y, por otra, forzaba la expulsión de los escasos residentes musulmanes que se habían resistido a marcharse. Como consecuencia de ello, es muy probable que durante los primeros decenios del siglo XII el territorio que hoy constituye Quismondo permaneciera prácticamente abandonado.

### Repoblación cristiana, siglosXIyXII
Tras la incorporación de esta zona a la monarquía cristiana, lo que hoy es Quismondo, quedó integrado en el alfoz de Maqueda. Aunque en este ámbito concejil los intentos de repoblación fueron tempranos, este proceso no se consolidará hasta el segundo decenio del siglo XII, coincidiendo con la remisión de la actividad bélica en esta zona, y será con Alfonso VII, que fijará la frontera en la lejana Sierra Morena, cuando la repoblación adquiera un mayor vigor, impulsada por la política de donaciones emprendida por el propio monarca y aunque su actividad repobladora se realiza en el periodo comprendido entre los años 1142 y 1156  sabemos, por Los Cartularios de Toledo, que entre el 28 de abril y el 6 de mayo de 1146 el rey dona, para su repoblación, varias «villas» y territorios del ámbito nororiental del alfoz de Maqueda. Dado que es, precisamente, en ese sector donde se localiza lo que hoy es Quismondo, es muy probable que su territorio formara parte de alguna donación realizada en esos momentos, aunque la primera referencia explícita de Quismondo datara del año 1195, inseta en un documento fechado en 1211 relativo a un acuerdo de las villas de Maqueda y Escalona sobre el establecimiento de los límites entre ambos concejos.

#### Las aldeas de Quismondo y Vicente Patiño
Se ha conservado un documento relativo a un acto de compra-venta que aporta información relevante relacionada con la refundación y repoblamiento de Quismondo: La aldea de Vicente Patiño, que había recibido el nombre de su propietario, es vendida por la viuda de este en el año 1181. Los restos de esta aldea se encuentran dentro del término municipal de Quismondo, 3 kilómetros al norte del actual núcleo de población. Esta proximidad geográfica, junto al hecho de que Quismondo y Vicente Patiño sean antropónimos de origen gallego, permite deducir que ambos impusieron sus nombres a sus propiedades. El hecho de que en el año 1181 todavía viviera la viuda del fundador de la aldea de Vicente Patiño hace verosímil que la fecha de la fundación de esta aldea, y por ende la de Quismondo, tuviera lugar 35 años antes, en torno al año 1146, cuando las fuentes documentales registran las donaciones de tierras en este ámbito geográfico. 
La hipótesis más plausible, de acuerdo con la información existente, es que Quismondo, como Vicente Patiño, fuera un soldado o repoblador (o ambas cosas de forma consecutiva) de origen gallego que recibió por donación del rey Alfonso VII (o por adjudicación del concejo de Maqueda), hacia mediados del siglo XII, pero muy probablemente en 1146, una propiedad que conservaría algunas modestas edificaciones, vestigios de una alquería hispanomusulmana, y algunas tierras de labrantío, a cuyo conjunto le puso su nombre: aldea de QUISMONDO.

### El establecimiento de la base social y económica de Quismondo, siglosXIIIalXV
A medida que la Reconquista avanzaba hacia el sur las razias almohades se fueron haciendo cada vez más esporádicas al norte del Tajo, y cesaron definitivamente tras la batalla de Las Navas de Tolosa en 1212. Antes, en la segunda mitad del siglo XII, ya se había reanudado la actividad repobladora en el alfoz de Maqueda, en cuyo ámbito septentrional se establecieron una docena de asentamientos entre los arroyos Grande y Prada, eran pequeñas aldeas, algunas, como la de Vicente Patiño, de muy corta vida, otras prolongaron algo más su existencia y solo perduraron tres núcleos: Maqueda, Santa Cruz del Retamar y Quismondo.
Este periodo conoció distintas crisis demográficas, siendo la más terrible la producida por la Peste negra, que llegó a Toledo en el verano de 1349 y aunque se desconoce toda su dimensión, su azote, como el de otras pandemias que siguieron, dejaron honda impronta en la memoria colectiva: en el Quismondo del siglo XVI se seguía recordando pestilencias antiguas.
Después de todos los avatares bélicos, pandémicos y de reorganización territorial, la población de Quismondo a finales del siglo XV no debía llegar a los 100 vecinos, ya que el censo de pecheros de 1528 registraba 84 vecinos, lo que suponía aproximadamente 300 habitantes.
Es durante este periodo cuando arraiga en Quismondo un sistema de vida que perdurará en lo esencial hasta bien entrado el siglo XX, basado en la agricultura y en la ganadería, como ocurrirá en casi todo el interior peninsular. El cultivo fundamental de Quismondo lo constituían los cereales, básicamente trigo y cebada, menor presencia debieron tener los viñedos. El sistema de cultivo era básicamente extensivo, con mayor proporción de tierras en barbecho, que eran abonadas por los ganados que pastaban en ellas. Por lo que a la ganadería se refiere hay que atenerse a la información disponible para el alfoz de Maqueda, a este respecto, si bien con anterioridad al siglo XIII debió ser más importante que la agricultura, por el valor que tenía un recurso transportable en una zona de conflicto bélico, posteriormente con la pacificación del territorio, esta fue perdiendo importancia a favor de la agricultura, documentándose, no obstante, ovejas, cabras, cerdos, bueyes, vacas, caballos y asnos. Por otra parte, en cuanto a recursos naturales, al norte del actual término municipal de Quismondo se extiende el monte de Alamín, que en aquellos siglos, y en los posteriores, mantendrá un entorno fundamentalmente de encinar con presencia de matorral del que los quismondanos pudieron sacar un provecho polivalente: alimento para el ganado; madera para la construcción, la fabricación de aperos para la labranza o herramientas; así como leña y caza.
Si el origen del primer poblamiento que surge en el término de Quismondo se encuentra en el camino que en el siglo X unía Toledo con la fortaleza de Alamín en el contexto de la España musulmana, tres siglos más tarde, en la España cristiana, donde la fortaleza de Alamín ha perdido su función, ese camino es irrelevante, especialmente a partir del despoblamiento de Alamín a inicios del siglo XV. En estos siglos la principal vía de comunicación de Quismondo es con la villa de Maqueda que, además de cabeza del alfoz, era, por su posición estratégica, un importante nudo de comunicaciones en el que confluían los caminos procedentes de Toledo, Talavera y Madrid y permitía el enlace con la Meseta Septentrional. Otros caminos de ámbito local comunicaban Quismondo con las localidades de su entorno.
La sociedad quismondana estaba compuesta básicamente por campesinos, algunos propietarios de escasos bienes y heredades por cuya tenencia debían satisfacer al señor de Maqueda un determinado tipo de servicios o derechos que se convertían en rentas en especie, trabajo o dinero. También estaban sujetos al pago de rentas al monarca. Desde principios del siglo XIV la receptora de las rentas fue la Orden de Calatrava hasta que en el año 1434 la villa de Maqueda y sus tierras pasan a Álvaro de Luna, condestable de Castilla.

### Quismondo en elsigloXVI:Las Relaciones de Felipe II
En el transcurso de esta centuria se incrementa la población de Quismondo, alcanzando los 129 vecinos (cerca de 500 hab.), en similar proporción al crecimiento de Maqueda y Santa Cruz del Retamar.
En 1576 Quismondo contesta al cuestionario remitido a la localidad conocido como Relaciones topográficas de los pueblos de España, hechas por orden de Felipe II; y esas respuestas proporcionan una fotografía social y económica del Quismondo del siglo XVI. En esas fechas Quismondo pertenecía al duque de Maqueda y se encontraba bajo la jurisdicción de la villa de Maqueda, a donde debían acudir los quismondanos para resolver sus asuntos y sus pleitos; el gobierno de la aldea también lo ejercía el corregidor de Maqueda y los alcaldes de dicha villa. Entre su población no había hidalgos, todos eran labradores y trabajadores que vivían casi exclusivamente del cultivo del trigo y de la cebada, que les producía anualmente entre 2500 y 3000 fanegas de cereal al año (entre 140 000 y 160 000 kg/año) y tenían que desplazarse 30 kilómetros, hasta el Tajo, para moler el grano. Excepto de cereal, de casi todo lo demás los quismondanos eran deficitarios, tenían poco ganado porque casi no tenían pastos, el común contaba con una pequeña dehesa y unos pequeños prados, también tenían pocas viñas y debían abastecerse de vino de otros pueblos, tampoco había caza, solo algunas liebres, conejos y perdices; no tenían leña y tenían que comprarla o cogerla de los montes y términos de Villa del Prado y La Torre, aunque sí tenían abundante agua que extraían de pozos. Sus casas eran muy sencillas y solo unas pocas tenían sobrados o doblados, lo que significa que eran solo algunas familias las que generaban algún excedente. 
El diezmo les suponía a los quismondanos del XVI en torno a 300 fanegas de cereal (17 000 kg/año), por su parte el aprovechamiento anual del duque era de 1/3 del diezmo, en torno a 100 fanegas, más 400 maravedíes.
Por lo que a la organización eclesiástica se refiere, Quismondo pertenecía al arciprestazgo de Maqueda y su iglesia parroquial, aunque pequeña, era el edificio más importante de la aldea. Su principal fiesta era La Invención (exaltación) de la Cruz que se celebraba el 14 de septiembre,  ese día los quismondanos recorrían descalzos y en procesión las cuatro cruces, que estaban dispuestas alrededor del pueblo y concluida esta se decía misa mayor y se daba una caridad de pan, vino y queso por voto que se había hecho hacía más de 100 años a causa de una gran pestilencia.
El camino real que unía Madrid con Talavera y que comunica Santa Cruz del Retamar con Maqueda, transitaba a medio kilómetro al sur de Quismondo, por eso el pueblo carece de ventas y bodegones aunque cuenta con un hospital a cargo del concejo para que pernocten pasajeros. 
El siglo XVI acabó trágicamente, con una peste que se propagó rápidamente por la Península y llegó a Maqueda el 27 de mayo de 1599 y a Novés y San Silvestre el 17 de junio, por lo que Quismondo resultó afectado en el intervalo de esas fechas.

### Quismondo en elSigloXVII: crisis y villazgo
La peste solo fue el preludio de un siglo trágico, en 1646 La población quismondana se había reducido a 70 vecinos (260 hab.), el registro más bajo de toda la serie histórica. Esta crisis demográfica afectó de igual manera a las localidades próximas, siendo especialmente grave el caso de Maqueda que a mediados del siglo XVII había perdido más del 70% de la población que tenía a finales del siglo XVI (aunque no todo el descenso demográfico fue causa de la peste). Son varios los desencadenantes de esta grave crisis: adversidades climatológicas combinadas con plagas recurrentes que provocaron desastres agrarios y malas cosechas y que, a su vez, propiciaron un incremento en el número y la intensidad de epidemias a lo largo del siglo. A ello hay que añadir las frecuentes levas que se suceden durante este siglo para hacer frente a los distintos conflictos que tenía abiertos la monarquía, detrayendo brazos de la agricultura e incidiendo negativamente en la natalidad y en la mortalidad, a lo que se añadía otro efecto pernicioso de la actividad bélica: la imperiosa necesidad de obtener recursos económicos ejerciendo una presión fiscal extraordinaria sobre las poblaciones.
En este deprimido contexto social y económico se encuentra la base de la intensificación de la religiosidad que se vive en el Quismondo del siglo XVII: en 1632 se hizo el Voto a San Roque, posteriormente el 22 de abril de 1637 se funda nuevamente la Cofradía de las Benditas Ánimas del Purgatorio y en 1662 se contaban cinco cofradías.

#### Quismondo se convierte en villa
El 20 de marzo de 1640 el rey Felipe IV otorgó el privilegio de villazgo a la aldea de Quismondo eximiéndola de la jurisdicción de la villa de Maqueda. Para la obtención de este privilegio el pueblo se comprometía a pagar un alto coste: 7000 maravedíes por vecino, pero era la manera de librarse de «algunas molestias y vejaciones que le es notorio y reciben de la dicha villa de Maqueda y de las justicias de ella y sus ministros, y por otras causas que se le han significado». Pese a encontrarse sumidos en una profunda crisis, la necesidad de obtener una mayor autonomía con respecto a la villa de Maqueda compensaba a los quismondanos del enorme desembolso que ello les suponía, aunque su petición se producía en un momento favorable ya que la monarquía se hallaba en la necesidad de obtener recursos económicos para sufragar los distintos conflicto bélicos. Una vez que Quismondo obtuvo el villazgo su alcalde ordinario pudo juzgar en primera instancia juicios civiles y criminales tocantes a su jurisdicción, sin embargo, salvo la primera instancia, las restantes continuaban sin cambio y las apelaciones seguían viéndose por el corregidor o alcalde mayor nombrado por su señor, el duque de Maqueda, aunque siempre se podía recurrir en última instancia a la justicia del Rey.

### Quismondo en elsigloXVIII: recuperación y progreso
En 1682 Melchor Lorenzo introduce la industria del paño en el vecino pueblo de Novés y en 1744 esta localidad contaba ya con 52 telares. Esta actividad en 1778 daba trabajo a más de 10 lugares del entorno, entre los que se encontraba Quismondo, y ocupaba a más de 1700 personas. Quismondo experimenta un desarrollo económico como no había conocido en fechas anteriores, gracias a ello su población se duplica entre 1717 y 1751, pasando de 80 vecinos (300 hab.) a 173 (650 hab.). En esas fechas su cabaña ganadera se incrementa considerablemente, el ganado lanar se aproxima a las 4000 cabezas, cuya lana se vendía a Novés para su fábrica «pues aquí nada se gasta», además hay 900 cerdos, 7 caballos, 73 mulas y 121 asnos. Sin embargo los escasos pastos con los que contaba el municipio no permitían alimentar a semejante cabaña y Quismondo se ve envuelto en numerosos pleitos con instituciones y concejos vecinos precisamente por cuestiones de pastos. Por su parte la agricultura, aunque no experimenta ninguna innovación técnica durante este siglo, sí se diversifica, añadiéndose a la producción tradicional de cereales, leguminosas, aceitunas y miel.
A finales de siglo Quismondo alcanza los 750 habitantes, con una población activa formada mayoritariamente por jornaleros (101), criados (39) y labradores (26).

### Quismondo ensigloXIX: pobreza y desigualdad
La relativa prosperidad que vivió Quismondo en el siglo XVIII desapareció a principios del XIX con el hundimiento de la industria textil de Novés, y la sucesión de conflictos bélicos contribuyó a agudizar su empobrecimiento, tanto la guerra de la Independencia como las guerras carlistas castigaron con especial intensidad la comarca de Torrijos, que, además de saqueos, sufrió el abandono de sus campos y la imposición de impuestos extraordinarios.
La economía de Quismondo siguió sustentándose en una agricultura tradicional y de subsistencia, que difícilmente podía alimentar a una población que crecía y que había pasado de los 950 habitantes de mediados del XIX a los 1400 de 1900 y a los cerca de 2000 de 1930. Ninguna mejora trajo a Quismondo la abolición del régimen señorial en 1837, de ello solo se benefició una minoría acomodada, la que podía adquirir los bienes de la Iglesia y de los municipios que se subastaban al amparo de las desamortizaciones de Mendizábal y Madoz; desamortizaciones que, por otra parte, perjudicaron enormemente a jornaleros y pequeños agricultores al privarlos del ancestral acceso a la explotación de bienes comunales. En Quismondo bienes de titularidad municipal son subastados en 1859. Tampoco la desamortización modificó la estructura de la población activa, que en Quismondo siguió estando formada mayoritariamente por jornaleros y sirvientes (50%), pastores (15%) y labradores (20%, en su mayoría pequeños propietarios), ni tampoco transformó el régimen de propiedad ni el sistema productivo, ya que los propietarios optaron más por la acaparación de tierras que por mejorar su productividad. Como consecuencia de este proceso Quismondo ofrece una imagen paupérrima a mediados del siglo XIX, donde había «200 casas de escasa comodidad», y contaba con ayuntamiento, cárcel, carnicería, taberna y fragua todo en estado «bastante ruinoso», también tiene una escuela dotada con fondos públicos a la que asisten 40 niños, una iglesia parroquial y «una ermita arruinada con la advocación de San Roque». Su término lo constituye tierra de labor de mediana calidad que produce trigo, cebada, centeno, garbanzos y algarrobas y mantiene ganado lanar.
De la desamortización surgió una sociedad polarizada, antagónica y clasista: frente a una escasa minoría de propietarios/patronos se colocaba una masa de pobres, en su mayor parte analfabetos (en Quismondo lo era el 75% de su población), cuya tradicional resignación facilitó el establecimiento de una nueva forma de dependencia social: el caciquismo, vinculado, en la comarca de Torrijos, a los apellidos: Benayas, Hierro y Alarcón. El cacique ejercía un control social y electoral a través de una red clientelar formada por las élites locales, de las que salían las agrupaciones de electores. Quismondo contaba con 12 electores en 1864, los que poseían mayores rentas y a los que se les otorgaba el derecho al voto en un sistema electoral basado en el sufragio censitario, que estuvo vigente hasta el año 1890, aunque el caciquismo como sistema perdurará hasta el advenimiento de la II República.
En un contexto de pobreza, injusticia y marginación arraigó en el interior peninsular el fenómeno conocido como bandolerismo. No pocos combatientes de las sucesivas guerras se pasaron a la delincuencia. En la primera mitad del siglo XIX los montes de Alamín cobijarán partidas de bandoleros reclutados en los pueblos de la comarca de Torrijos que asaltarán el correo, la diligencia o a los carreteros que transitaban por el Camino Real de Extremadura, a veces en las proximidades de Quismondo. Aparte del bandolerismo, en el propio municipio también se producen otros delitos contra la propiedad, pero no es esto la consecuencia más importante de la desigualdad y la pobreza, el problema más grave fue de salud pública: la malnutrición y las escasas condiciones higiénicas provocaron recurrentes pandemias, en torno a un centenar de quismondanos fallecieron a causa del cólera, cuyo brote más virulento se produjo en el año 1885.
A pesar de esta depresión social y sus consecuencias no se produjeron movilizaciones populares de envergadura en la región castellano-manchega  aunque sí motines y revueltas cuando se agudizaban los episodios de hambrunas por desabastecimiento,

### Quismondo 1900-1940

#### Un quismondano ilustre
En el transcurso de los primeros treinta años del siglo XX Quismondo incrementó considerablemente su población, los 1.462 habitantes existentes en 1900 se elevaron a 2.031 en 1930. Este crecimiento demográfico, que fue general en toda la provincia de Toledo, no hizo sino empeorar las condiciones de vida de la población, ya que no fue acompañado de ninguna mejora en el sistema productivo agrícola. Por tanto, a principios del siglo XX, los quismondanos seguían siendo, en su inmensa mayoría, campesinos pobres, solo unas pocas familias podían vivir de lo que producían sus propiedades. Precisamente, en el seno de una de tantas familias pobres nació el 4 de agosto de 1895 el que, hasta fecha, es el quismondano más ilustre: Domingo González Mateos “Dominguín”, que se rebeló contra su destino y se convirtió en una de las figuras más importantes del toreo, ejerciendo una enorme influencia entre sus paisanos. Fundó una de las principales dinastías taurinas.

#### Quismondo republicano 1931-1936
En las elecciones municipales celebradas el 12 de abril de 1931, en Quismondo, como en muchas otras localidades, se proclamaron directamente concejales los candidatos monárquicos, sin necesidad de ser votados, ya que la ley electoral lo permitía cuando solo se presentaba una única lista, como fue el caso. Sin embargo, en las principales capitales de provincia triunfaron las candidaturas republicanas y socialistas, precipitándose, con ello, la caída de la Monarquía y la proclamación de la Segunda República Española el 14 de abril de 1931. Esta circunstancia favoreció que se impugnaran las elecciones en los municipios donde no se había votado. En la nueva consulta, celebrada el 31 de mayo, resultó elegido alcalde de Quismondo el candidato del Partido Socialista. Este vuelco electoral se repitió en muchos otros pueblos de la provincia de Toledo.

Para intentar remediar la dramática situación de la población campesina, el Gobierno de la Nación promulgó una serie de decretos agrarios que supeditaban la propiedad de la tierra a su función social: por una parte, obligaba a los propietarios a contratar preferentemente a trabajadores de la misma localidad y a poner en cultivo sus tierras, y, por otra, otorgaba a las organizaciones obreras la potestad de realizar contratos de arrendamientos colectivos. Para alcanzar acuerdos, resolver conflictos y regular las bases de trabajo en cuanto a descansos, jornadas y permisos, se establecieron Jurados Mixtos. En la Comarca de Torrijos los ayuntamientos republicanos trabajaron conjuntamente con las organizaciones obreras para reducir el paro agrario y erradicar las condiciones abusivas en la contratación de jornaleros.

De acuerdo con los testimonios recogidos por la prensa en Quismondo, en el verano de 1933, estas iniciativas gubernamentales y municipales contribuyeron a mejorar en algo las condiciones laborales de los trabajadores del campo, sus salarios y el trato recibido por parte de los patronos. Pero desde muy temprano los propietarios se resistieron a aplicar estas medidas, el conde de Güell, por ejemplo, se opuso a que los obreros del sindicato agrícola de Quismondo y de otros municipios trabajaran en su extensa finca de Alamín, entablando varios contenciosos ante los tribunales. Sin embargo fueron los Jurados Mixtos lo que concitó el mayor rechazo de los patronos, especialmente los acuerdos de aprobación de las bases de trabajo, que fueron sistemáticamente boicoteados por éstos, provocando, con ello, actos de protesta en numerosas localidades durante la primavera de 1932. En Quismondo se convocó una huelga general el 29 de marzo, que, como en otros lugares, fue sofocada por la Guardia Civil, cuerpo que, a pesar del cambio de régimen, seguía manteniendo su tradicional adhesión a los propietarios. Estas movilizaciones causaron numerosos heridos y más de 20 muertos, casi todos trabajadores, entre ellos un quismondano..

A medida que transcurría el año 1933 se evidenciaba la incapacidad de la coalición gobernante de vencer la resistencia de los patronos, a la vez que carecía de medios económicos para afrontar los graves problemas del campesinado. La frustración y el desánimo que cundía entre los trabajadores terminó contribuyendo al triunfo de las derechas en las elecciones a Cortes celebradas el 19 noviembre de ese año, triunfo que, sin embargo, no se produjo en Quismondo.

Con la derecha en el poder, el nuevo gobernador civil de Toledo disolvió muchas corporaciones de izquierdas, poniendo al frente de los ayuntamientos a personas ideológicamente afines al nuevo gobierno de la nación. El alcalde socialista de Quismondo fue destituido a inicios del mes de abril de 1934, desencadenando la protesta de los obreros agrícolas vinculados al sindicato ugetista, ya que este hecho les restringía el acceso a la tierra y al trabajo.

Además, con el nuevo gobierno se paralizaron las medidas sociales y laborales aplicadas en el bienio anterior, radicalizándose, con ello, la acción de la UGT, que respaldó la huelga general campesina de junio y participó en el movimiento insurreccional de octubre de 1934. El fracaso de estas acciones tuvo, entre otros efectos, el desmantelamiento de las organizaciones socialistas, y que los expedientes incoados años atrás por el Instituto de la Reforma Agraria se retomaran y se resolvieran en contra de las sociedades obreras, causando la desmoralización y desmovilización de los trabajadores del campo.

El 16 de febrero de 1936 se celebraron las terceras elecciones generales de la Segunda República, en ellas, en Quismondo ganó la coalición de derechas, lo mismo ocurrió en la Comarca de Torrijos y en la provincia de Toledo. Sin embargo, el triunfo del Frente Popular a nivel nacional reactivó la acción de los sindicatos obreros que iniciaron ocupaciones de fincas. El nuevo gobierno, por su parte, aceleró el proceso de asentamientos campesinos, ahora de manera más decidida que durante el primer bienio, y entre los meses de marzo y junio el Instituto de la Reforma Agraria expropió en la provincia de Toledo 131 933 ha, asentando a 8760 campesinos. En los municipios de Escalona, Maqueda y Santa Cruz del Retamar, la superficie expropiada fue de 10 702 ha, siendo asentados 1140 campesinos, entre los que había un cupo de quismondanos. Estos asentamientos, no obstante, provocaron las protestas de cientos de campesinos desalojados de las tierras expropiadas, entre ellos, muchos quismondanos. Estas sustituciones se hicieron con la participación de las corporaciones de izquierdas, restituidas, como ocurrió en Quismondo, tras el triunfo electoral del Frente Popular. El conflicto que esto generó derivó en numerosas confrontaciones durante la primavera de 1936 que causaron en la provincia de Toledo 13 víctimas mortales.

#### El trágico verano del 36: Golpe de Estado,represión frentepopulistay Guerra Civil
La sublevación militar del 18 de julio de 1936 no triunfó en la provincia de Toledo, pero provocó una ola de indignación contra los señalados como enemigos de la República, básicamente la trilogía formada por caciques, ricos y curas. La violencia desatada en ese mes se vio favorecida por el proceder del jefe de la Comandancia de la Guardia Civil de Toledo, que dio la instrucción a los comandantes de puesto de la provincia de abandonar los cuarteles y dirigirse con sus fuerzas a Toledo para unirse a los sublevados. En ausencia de fuerzas del orden público, los llamados comités (del Frente Popular o de Guerra) se hicieron con el poder local y sus miembros, generalmente los elementos más exaltados de los partidos de izquierda, fueron los principales ejecutores de la denominada represión frentepopulista, que en la Comarca de Torrijos se cebó con los miembros del clero, los párrocos de Quismondo, Maqueda y Santa Cruz del Retamar fueron ejecutados el 27 de julio de 1936, en aplicación de un siniestro protocolo que de no cumplirse hubiera levantado sospechas en el resto de la comarca. Con todo, en Quismondo, aunque hubo agresiones, vejaciones y robos, no se alcanzó el nivel de violencia que se produjo en otras localidades, y no se causó ninguna víctima más durante ese verano.

El 28 de agosto de 1936, 20 000 moros y legionarios se adentraron en la provincia de Toledo por Calzada de Oropesa, avanzando de oeste a este por la carretera de Extremadura. Estas tropas, hasta llegar a Maqueda, actuaron con mucha violencia en la toma de las poblaciones, ejecutando inmediatamente a los escasos dirigentes frentepopulistas que alcanzaron a detener, y ejerciendo una represión, que en ocasiones era indiscriminada, provocando, con ello, el pánico en los pueblos que se encontraban en la ruta hacia Madrid, por eso, cuando el 21 de septiembre las tropas nacionales ocuparon Maqueda, apenas se encontraban allí 30 vecinos de un total de 840 habitantes. De Quismondo también habían huido 1800 de sus 2100 habitantes cuando la localidad fue ocupada por las tropas de Franco el 6 de octubre. Centenares de quismondanos se habían desplazado a Madrid y habían sido alojados en varios pisos incautados por los sindicatos en la Plaza de Santa Bárbara.

El retorno de los quismondanos a su pueblo no fue inmediato, todavía en 1938 solo residían en él 700 habitantes, pero, en 1940, una vez concluida la contienda, con el regreso de los soldados y el retorno de los refugiados, Quismondo llegó a los 1893 habitantes.

#### La represión franquista
En Quismondo no se produjo lo que se conoció como represión en caliente por parte del bando nacional en los momentos inmediatos a la ocupación del pueblo, pero durante los años 1941 y 1942 fueron ejecutados cinco quismondanos y un sexto falleció en la cárcel. Entre los ejecutados se encontraban dos de los que figuraban, en La Causa General, como sospechosos de haber participado en el asesinato su párroco en julio de 1936.

## Demografía
Cuenta con una población de 1798 habitantes (INE 2024).
| Gráfica de evolución demográfica de Quismondo entre 1842 y 2021 |
| |
| Población de derecho según los censos de población del INE. Población de hecho según los censos de población del INE.En estos censos se denominaba Quismondo o Quismundo: 1860. |

## Símbolos

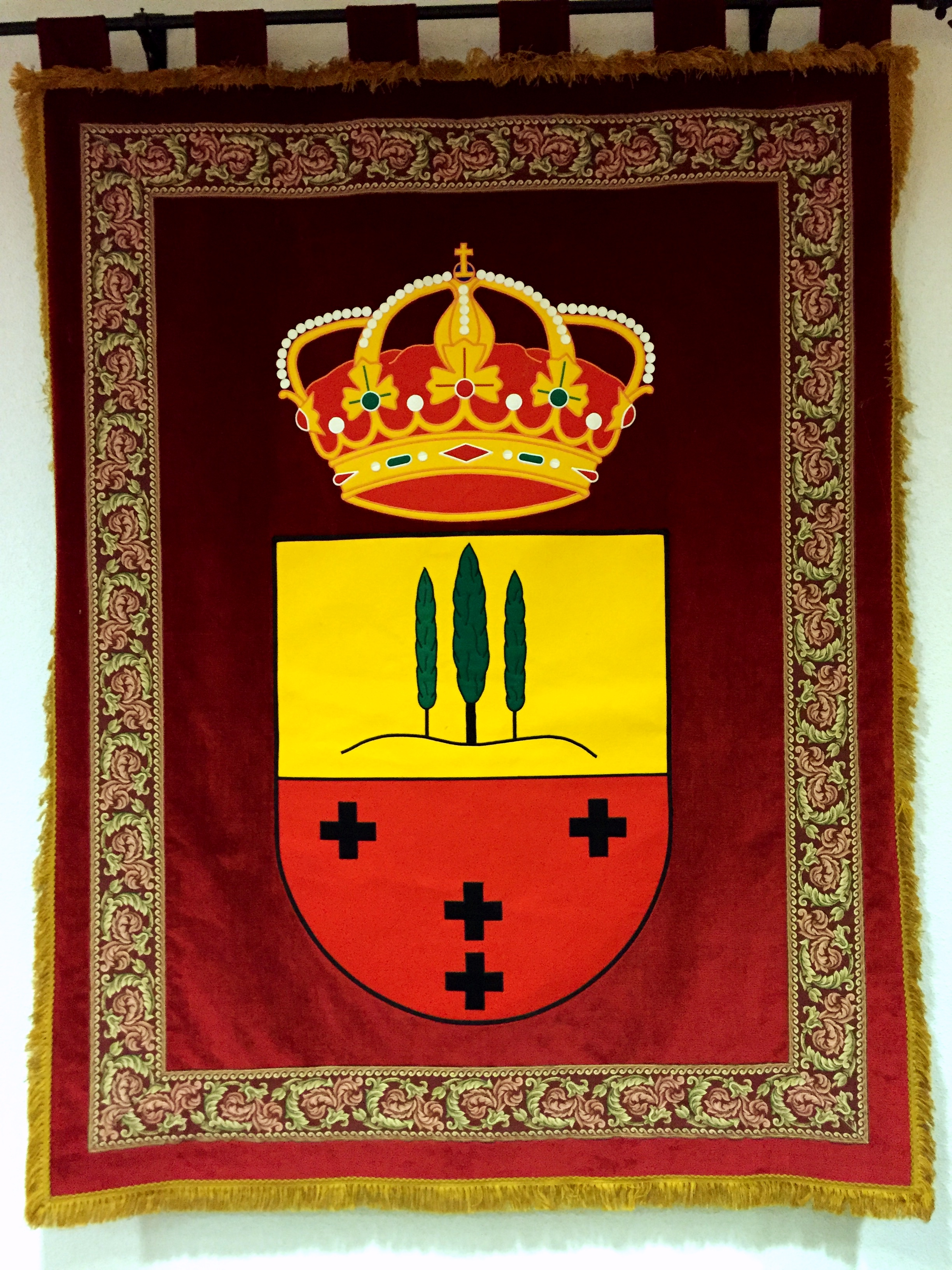
Tapiz del escudo que se encuentra en la Sala de Plenos del Ayuntamiento

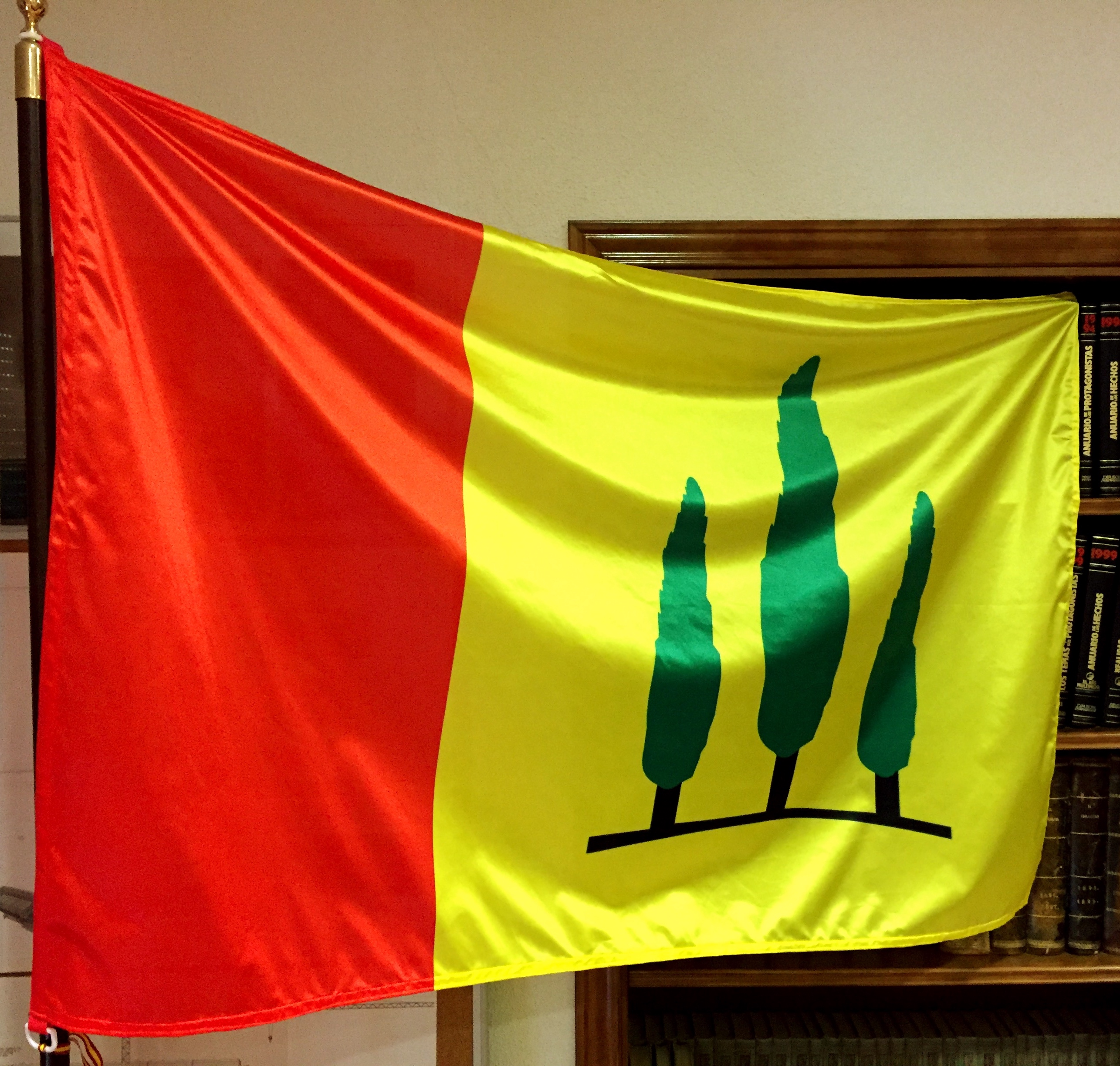
Bandera que se encuentra en la sede del Ayuntamiento

El escudo de Quismondo fue aprobado por la Junta de Comunidades de Castilla-La Mancha, por decreto publicado en el Diario Oficial de Castilla-La Mancha (DOCM) el 15 de septiembre de 1987, de acuerdo con el Dictamen de la Real Academia de la Historia en la forma siguiente:

Escudo cortado: Primero, de oro, álamo de sinople, acompañado de otros dos, de menor altitud. Segundo, de gules, cuatro crucetas de sable puestas 2-1-1. A timbre Corona Real Cerrada.

La bandera de Quismondo fue otorgada por la Consejería de Administraciones Públicas de la Junta de Comunidades de Castilla-La Mancha, por orden publicada en el DOCM de 24 de abril de 2002 con la siguiente descripción:

Bandera de proporción 1:1,5, terciada al asta, de gules el tercio al asta, de oro los dos tercios restantes t centrada en el campo de oro, figura de un álamo de sinople acompañado de dos de menor altitud en proporción 3:4.

## Patrimonio
- Ermita de San Roque
- Caño

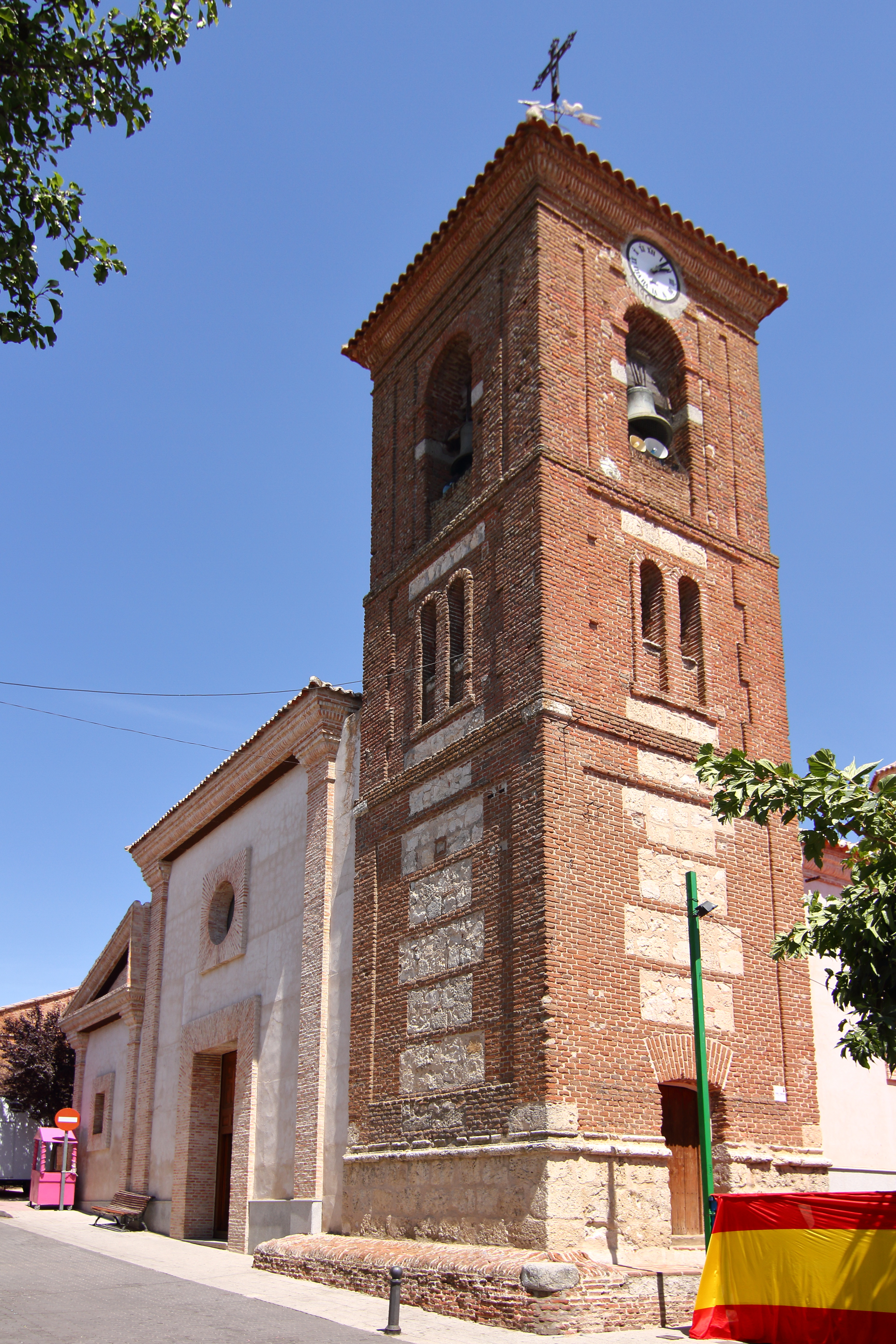
Iglesia parroquial

- Iglesia parroquial de Nuestra Señora de la Asunción
- Pilones de agua

## Fiestas
Fiestas patronales
Desde la fundación de su parroquia, fue su titular Nuestra Señora de la Asunción, celebrándose su fiesta el 15 de agosto. Desde el año 1559 fue proclamado copatrono San Roque (su fiesta se celebra el 16 de agosto), como agradecimiento por haber librado a la población de una epidemia de peste bubónica.
Hay testimonio de que en los primeros años del siglo XVII las fiestas patronales de Quismondo se celebraban con gran solemnidad en lo religioso y con múltiples festejos populares, entre ellos, fuegos artificiales y actuación de bandas de música, e incluso teatro.
Las fiestas patronales se celebran con gran entusiasmo y participación de sus fieles seguidores y vecindario. Se prolongan durante una semana teniendo dos noches de fuegos artificiales, corridas de toros y otras atracciones y acontecimientos, siendo los actos religiosos en honor a Nuestra Señora de la Asunción y del glorioso San Roque el centro de las fiestas.
El Tinaní
El Tinaní es una antigua fiesta que se celebra cada Domingo de Resurrección. Cuatro jóvenes y un niño realizan una serie de ceremonias en honor de Cristo Resucitado y de su Madre la Virgen María, siendo acompañados por la música de la dulzaina castellana y los redobles del tambor. La música interpreta dos melodías, el "pasacalles", la que acompaña las ceremonias y el "baile de la bandera". Son melodías sencillas y repetitivas. Parece tratarse de dos danzas circulares para ser bailadas. Estructuradas musicalmente de la época del Renacimiento.
Los personajes que representan el Tinaní son: el "Abanderado", el "Alcalde", el "Mochiller" y los "dos Alabarderos".
El "Abanderado" es el joven más fuerte del grupo. Lleva la Bandera y está encargado de "bailarla" en honor del Resucitado. La bandera es la roja y gualda española, que lleva la imagen del Cristo Resucitado en el centro, bordado.
El "Alcalde" es el personaje principal. Se distingue por el bastón. Lleva el Mochiller (el niño) de la mano, realiza las ceremonias y reverencias del Tinaní.
El "Mochiller"´, único niño del grupo. La palabra es autóctona, parece que se deriva de "mochil" (muchacho que en su mochila trae los encargos de los mozos en el campo).
Los "dos Alabarderos" que llevan alabardas de flores y campanillas. Están encargados de dar escolta al alcalde y a la bandera.